# Blazon Stone
Blazon Stone – szósty album niemieckiej grupy heavymetalowej Running Wild.

## Lista utworów
1. „Blazon Stone” (Rolf Kasparek) – 6:29
2. „Lonewolf” (Rolf Kasparek) – 4:47
3. „Slavery” (Rolf Kasparek) – 5:14
4. „Fire & Ice” (AC) – 4:08
5. „Little Big Horn” (Rolf Kasparek) – 4:57
6. „Over the Rainbow” (Jens Becker) – 1:55
7. „White Masque” (Rolf Kasparek) – 4:16
8. „Rolling Wheels” (Jens Becker) – 5:31
9. „Bloody Red Rose” (Rolf Kasparek) – 5:04
10. „Straight to Hell” (Jens Becker) – 3:49
11. „Heads or Tails” (Rolf Kasparek) – 4:57
12. „Billy the Kid” (AC/Rolf Kasparek – AC) (Bonus) – 4:49
13. „Genocide” (Phil Lynott) (Bonus) – 4:47

## Twórcy
- „Rock 'n” Rolf Kasparek – wokal, gitara
- Axel Morgan – gitara
- Jens Becker – gitara basowa
- AC – perkusja